# Mistrzostwa Europy U-17 w Piłce Nożnej Kobiet 2013
Mistrzostwa Europy U-17 w piłce nożnej kobiet 2013 (oficjalna nazwa 2013 UEFA Women's U-17 Championship) odbyły się w dniach 25–28 czerwca w Szwajcarii. Był to ostatni turniej w którym uczestniczyły 4 drużyny. Od następnej edycji w 2014 roku ma w turnieju finałowym uczestniczyć 8 drużyn.

## Kwalifikacje
Kwalifikacje do mistrzostw miały przebieg dwufazowy. W pierwszej z nich uczestniczyło 44 drużyny, które podzielone zostały na 11 grup. Zwycięzca każdej z grup oraz pięć drużyn z drugich miejsc z najlepszym bilansem punktowym zakwalifikowały się do drugiej rundy eliminacji. W drugiej fazie uczestniczyło 16 drużyn, które zostały podzielone na cztery grupy czterozespołowe. Zwycięzca grupy awansował bezpośrednio do mistrzostw. Reprezentacja Szwajcarii, jako gospodarz musiała uczestniczyć w eliminacjach. Jednak odpadła w drugiej fazie eliminacji. Po raz pierwszy drużyna Niemiec nie zakwalifikowała się do turnieju finałowego.

## Uczestnicy
Do mistrzostw zakwalifikowały się trzy drużyny, które po raz pierwszy awansowały do turnieju finałowego mistrzostw: Szwecja, Polska oraz Belgia. Drużyna Hiszpanii po raz czwarty zakwalifikowała się do turnieju finałowego. W 2010 oraz 2011 ta drużyna zdobyła tytuł mistrza Europy.

## Turniej finałowy
|  |                   |           |           |                   |   |        |        |       |
|  | Półfinały         | Półfinały | Półfinały |                   |   | Finał  | Finał  | Finał |
|  | Półfinały         | Półfinały | Półfinały |                   |   | Finał  | Finał  | Finał |
|  | 25 czerwca - Nyon |           |           |                   |   |        |        |       |
|  |                   |           |           |                   |   |        |        |       |
|  | Belgia            | Belgia    | 1         |                   |   |        |        |       |
|  | Belgia            | Belgia    | 1         | 28 czerwca - Nyon |   |        |        |       |
|  | Polska            | Polska    | 3         |                   |   |        |        |       |
|  | Polska            | Polska    | 3         |                   |   | Polska | Polska | 1     |
|  | 25 czerwca - Nyon |           |           |                   |   | Polska | Polska | 1     |
|  |                   |           | Szwecja   | Szwecja           | 0 |        |        |       |
|  | Hiszpania         | Hiszpania | Szwecja   | Szwecja           | 0 | 2(4)   |        |       |
|  | Hiszpania         | Hiszpania |           |                   |   |        |        |       |
|  | Szwecja           | Szwecja   | 2(5)      |                   |   |        |        |       |
|  | Szwecja           | Szwecja   | 2(5)      | Mecz o 3. miejsce |   |        |        |       |
|  |                   |           |           |                   |   |        |        |       |
|  | 28 czerwca - Nyon |           |           |                   |   |        |        |       |
|  |                   |           |           |                   |   |        |        |       |
|  | Belgia            | Belgia    | 0         |                   |   |        |        |       |
|  | Belgia            | Belgia    | 0         |                   |   |        |        |       |
|  | Hiszpania         | Hiszpania | 4         |                   |   |        |        |       |
|  | Hiszpania         | Hiszpania | 4         |                   |   |        |        |       |

### Półfinały
| 25 czerwca 2013 12:00 CET | Belgia · De Caigny 29' | 1 – 3(1 – 1)Raport | Polska · Konat 25' · Dudek 43' · Pajor 67' | Centre sportif de Colovray, Nyon Sędzia: Vesna Budimir |
|                           |                        |                    |                                            |                                                        |

| 25 czerwca 2013 14:30 CET                                | Hiszpania · García 26' · Torre 75' | 2 – 2 k. 4:5(1 – 1)Raport                                          | Szwecja · Blackstenius 27' · Karlsson 62' | Centre sportif de Colovray, Nyon Sędzia: Ivana Vlaić |
|                                                          |                                    |                                                                    |                                           |                                                      |
|                                                          |                                    | Rzuty karne                                                        |                                           |                                                      |
| Perea · Torre · Caldentey · Guijarro · Sánchez · Garrote |                                    | Andersson · Blackstenius · Strömberg · Angeldal · Björn · Holmgren |                                           |                                                      |

### Mecz o trzecie miejsce
| 28 czerwca 2013 12:00 CET | Belgia | 0 – 4(0 – 3)Raport | Hiszpania · Baetens 21' (sam.) · García 31' · Caldentey 40+2' · Guijarro 57' | Centre sportif de Colovray, Nyon Sędzia: Ivana Vlaić |
|                           |        |                    |                                                                              |                                                      |

### Finał
| 28 czerwca 2013 14:30 CET | Polska · Kamczyk 15' | 1 – 0(1 – 0)Raport | Szwecja | Centre sportif de Colovray, Nyon Sędzia: Vesna Budimir |
|                           |                      |                    |         |                                                        |

W meczu finałowym Polki grały w składzie: Anna Okulewicz (bramkarka) – Anna Rędzia, Gabriela Grzywińska, Patrycja Michalczyk, Katarzyna Konat – Dominika Dereń, Sylwia Matysik, Paulina Dudek (od 78. Anna Zapała), Urszula Wasil, Ewelina Kamczyk – Ewa Pajor.